# کونگوندوو
کونگوندوو (به لهستانی:  Kunegundów) یک روستا در لهستان است که در گمینا چیپیلوو واقع شده‌است.